# كريم الحسن
كريم الحسن Karimu Alhassan (مواليد 30 إبريل 1991 في غانا)، لاعب كرة قدم غاني، لعب سابقاً لنادي الزمالك.

## المسيرة الاحترافية
في العام 2008 انضم كريم الحسن لنادي هارتس أوف أوك الغاني ليصبح قائداً للفريق، وانتقل منه لنادي الزمالك في أغسطس 2011، ورحل عن الفريق في عام 2012 مخلفاً مشاركته في مباراة المئوية أمام فريق أتليتكو مدريد عام 2011، وتركت زيارته لمعسكر ناديه السابق الزمالك عندما سافرت بعثة الفريق لمواجهة فريق تشيلسي الغاني في غانا أثراً طيباً على الإدارة والجهاز الفني واللاعبين، انتقل لنادي أدانا دينسبور التركي عام 2012.

## المنتخب الغاني
اُستدعي كريم الحسن لمبارة ودية مع المنتخب الأرجنتيني في العام 2009 ليخوض مباراته الدولية الوحيدة في 1 أكتوبر 2009.

## إنجازاته الشخصية
اُختير كأحسن مدافع في غانا عام 2009.

## روابط خارجية
- كريم الحسن على موقع اتحاد تركيا (لاعب) (الإنجليزية)
- كريم الحسن على موقع قاعدة بيانات كرة القدم.إي يو (الإنجليزية)
- كريم الحسن على موقع ناشيونال فوتبول تيمز (الإنجليزية)
- كريم الحسن على موقع Soccerway.com (الإنجليزية)
- كريم الحسن على موقع عالم كرة القدم.نت (الإنجليزية)
- كريم الحسن على موقع كووورة